# Margaret O’Brien
Margaret O’Brien (ur. 15 stycznia 1937 w San Diego) – amerykańska aktorka, uważana za jedną z najlepszych aktorek dziecięcych w historii filmu amerykańskiego. Jej kariera uległa załamaniu w latach 50. XX wieku, gdy zaczęła dorastać. Odtąd gra przeważnie role drugoplanowe w telewizji lub występuje w teatrze.

## Dzieciństwo
Urodziła się jako Angela Maxine O'Brien. Jest pogrobowcem – jej ojciec, artysta cyrkowy Lawrence O'Brien, zmarł przed narodzinami córki. Jej matką była znana tancerka flamenco Gladys Flores, często występująca ze swoją siostrą Marissą. Ma korzenie irlandzko-hiszpańskie.

## Kariera
Zadebiutowała w 1941 roku w filmie instruktażowym o obronie cywilnej u boku Jamesa Cagneya. Pierwszym filmem fabularnym, w którym wystąpiła, był muzyczny Laski na Broadwayu (1941). Zagrała tam Maxinę, dziecko siedzące na widowni. Zauważona przez ludzi Metro-Goldwyn-Mayer, podpisała umowę z tą wytwórnią. Zagrała rolę pięcioletniej sieroty Margaret w dramacie wojennym Journey for Margaret. Po sukcesie filmu zmieniła swoje imię na Margaret.
Następnie wystąpiła w kilku pomniejszych rolach w filmach MGM. Kierownictwo wytwórni nie miało pomysłu względem niej. W 1944 roku wypożyczono ją do 20th Century-Fox, gdzie zagrała młodą Francuzkę Adele Varens w Dziwnych losach Jane Eyre. Na potrzeby roli nauczyła się francuskiego akcentu.
Po powrocie do MGM zagrała postać „Tootie” Smith w musicalu Spotkamy się w St. Louis u boku Judy Garland. Film odniósł sukces finansowy i artystyczny. Dzięki temu występowi, w 1945 roku otrzymała Oscara dla najlepszego młodego wykonawcy (Academy Juvenile Award). Odebrała wówczas miniaturową statuetkę, którą skradziono jej w 1954 roku. Odzyskała ją 41 lat później, dzięki staraniom dwóch kolekcjonerów pamiątek i Bruce'a Davisa z Amerykańskiej Akademii Sztuki i Wiedzy Filmowej.
Kolejne filmy z jej udziałem były nieudane. W 1949 roku zagrała w dwóch ostatnich filmach dla MGM: Małych kobietkach i Tajemniczym ogrodzie. Na przełomie lat 40. i 50. opuściła wytwórnię. Dorastająca O'Brien nie dostawała zbyt wielu ofert zawodowych. Zanim skończyła 18 lat zdążyła jeszcze zagrać w dwóch filmach klasy B. Jako dorosła aktorka wybiera drugoplanowe role w niskobudżetowych filmach niezależnych oraz gościnnie pojawia się w produkcjach serialowych.

## Filmografia

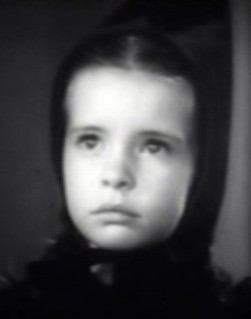
Margaret O'Brien w zwiastunie Journey for Margaret (1942)

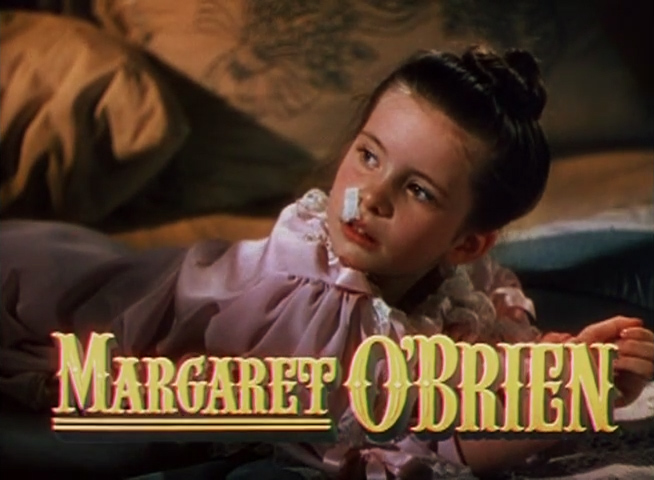
W Spotkamy się w St. Louis (1944)

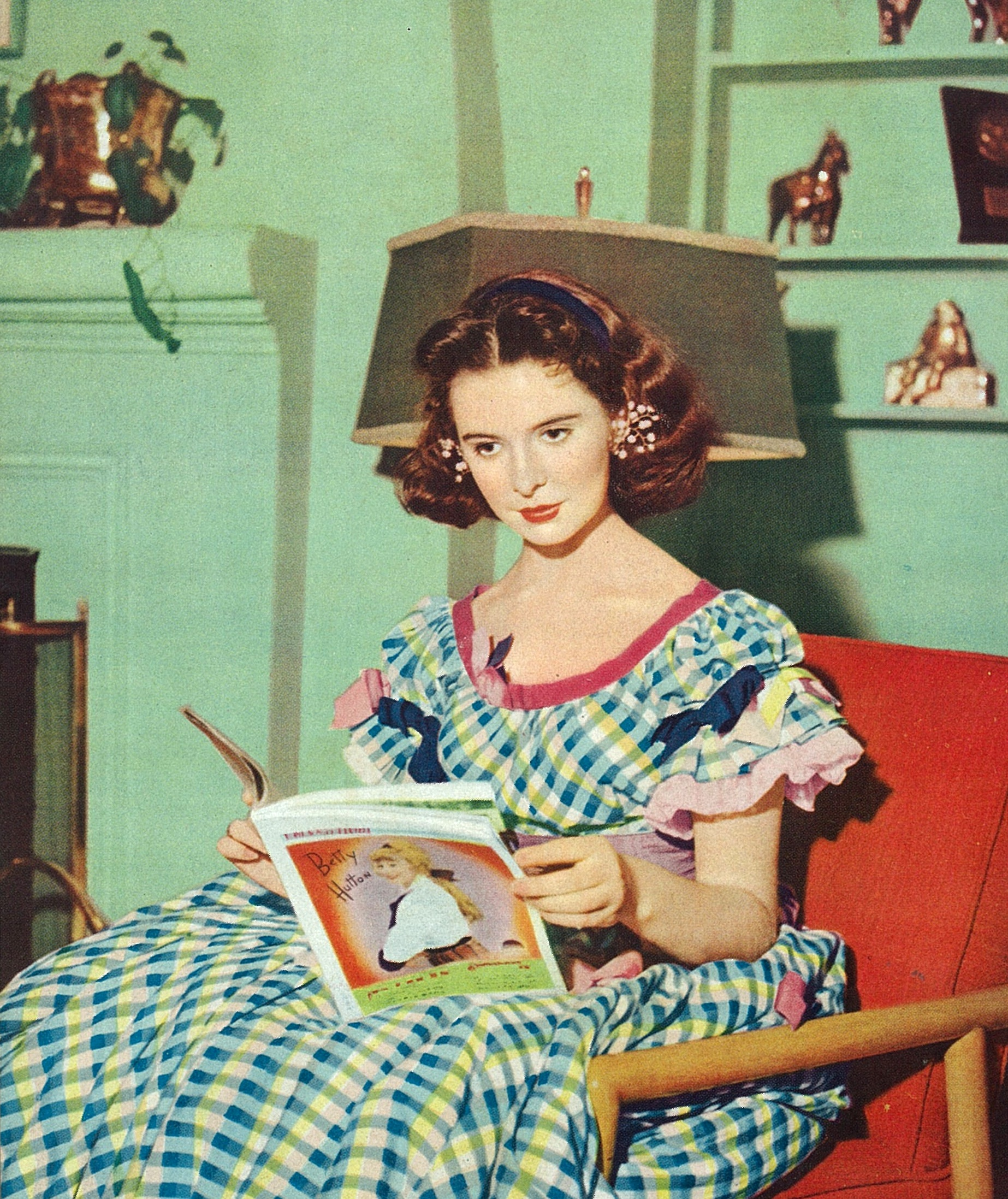
O'Brien w 1952

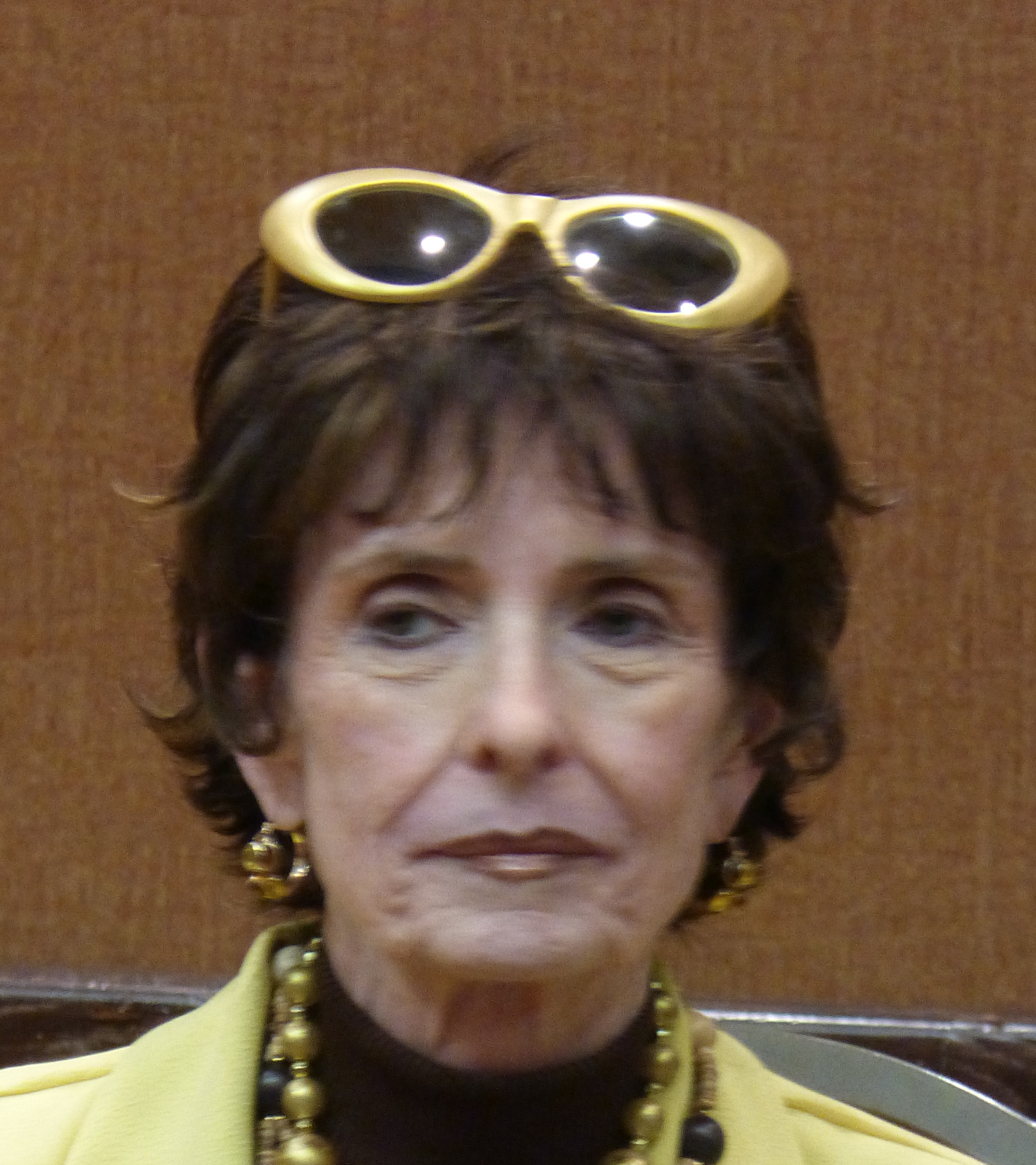
Margaret O'Brien w 2013

| Rok  | Film                            | Rola                             | Uwagi                                    |
| ---- | ------------------------------- | -------------------------------- | ---------------------------------------- |
| 1941 | Laski na Broadwayu              | Maxine                           | niewymieniona w napisach                 |
| 1942 | Journey for Margaret            | Margaret White                   |                                          |
| 1943 | You, John Jones!                | Córka                            | krótkometrażowy                          |
| 1943 | Dr. Gillespie's Criminal Case   | Margaret                         |                                          |
| 1943 | Thousands Cheer                 | Klientka w skeczu Reda Skeltona  |                                          |
| 1943 | Curie-Skłodowska                | Irène Curie (dziecko)            |                                          |
| 1943 | Upadły anioł                    | Alpha                            |                                          |
| 1944 | Dziwne losy Jane Eyre           | Adele Varens                     | wypożyczenie do 20th Century-Fox         |
| 1944 | Duch Canterville                | Lady Jessica de Canterville      |                                          |
| 1944 | Spotkamy się w St. Louis        | 'Tootie' Smith                   | (Academy Juvenile Award)                 |
| 1944 | Muzyka dla milionów             | Mike                             |                                          |
| 1945 | Delikatne owoce winorośli       | Selma Jacobson                   |                                          |
| 1946 | Bad Bascomb                     | Emmy                             |                                          |
| 1946 | Three Wise Fools                | Sheila O'Monahan                 |                                          |
| 1947 | Taniec nieukończony             | 'Meg' Merlin                     |                                          |
| 1948 | Big City                        | Midge                            |                                          |
| 1948 | Tenth Avenue Angel              | Flavia Mills                     |                                          |
| 1949 | Małe kobietki                   | Beth March                       |                                          |
| 1949 | Tajemniczy ogród                | Mary Lennox                      | ostatni film w MGM                       |
| 1951 | Her First Romance               | Betty Foster                     | film powstały dla Columbii               |
| 1952 | Futari no hitomi                | Katherine McDermott              | amerykański tytuł – Girls Hand in Hand   |
| 1956 | Glory                           | Clarabel Tilbee                  |                                          |
| 1960 | Piękna złośnica                 | Della Southby                    |                                          |
| 1965 | Agente S 3 S operazione Uranio  |                                  |                                          |
| 1968 | Annabel Lee                     |                                  |                                          |
| 1974 | Diabolique Wedding              |                                  | Znany także pod tytułem Diabolic Wedding |
| 1974 | To jest rozrywka!               | Gra siebie, materiały archiwalne |                                          |
| 1981 | Amy                             | Hazel Johnson                    |                                          |
| 1996 | Sunset After Dark               |                                  |                                          |
| 1998 | Creaturealm: From the Dead      | Gra siebie                       | segment Hollywood Mortuary               |
| 2000 | Dziecięce gwiazdy: Ich historie | Gra siebie                       |                                          |
| 2002 | Dead Season                     | Friendly Looking Lady            |                                          |
| 2004 | Historia Natalie Wood           | Gra siebie                       |                                          |
| 2005 | Boxes                           | Gra siebie                       | krótkometrażowy                          |
| 2006 | Store                           | Gra siebie                       |                                          |
| 2009 | Dead in Love                    | Cris                             |                                          |
| 2010 | Frankenstein Rising             | Córka Elizabeth Frankenstein     |                                          |
| 2013 | Morella                         | Pani Danvers                     |                                          |

## Hollywood Walk of Fame
Posiada dwie gwiazdy na Hollywoodzkiej Alei Sław: jedną za pracę w filmach przy 6608 Hollywood Boulevard, a drugą za telewizję przy 1620 Vine Street.

## Życie prywatne
Dwukrotnie wychodziła za mąż. Jej pierwszym mężem był Harold Allen Jr., a drugim Roy Thorsen, z którym ma jedną córkę, Marę Thorsen.